# Dudki (powiat ełcki)
Dudki (niem. Duttken, od 1938 Petzkau) – wieś w Polsce położona w województwie warmińsko-mazurskim, w powiecie ełckim, w gminie Kalinowo.
W latach 1975–1998 miejscowość należała administracyjnie do województwa suwalskiego.